# Campeonato Europeo de Patinaje Artístico sobre Hielo de 1984
El LXXV Campeonato Europeo de Patinaje Artístico sobre Hielo se realizó en Budapest (Hungría) en enero de 1984. Fue organizado por la Unión Internacional de Patinaje sobre Hielo (ISU) y la Federación Húngara de Patinaje sobre Hielo.

## Resultados

### Masculino
| Puesto | Nombre            | País                | Puntos |
| ------ | ----------------- | ------------------- | ------ |
| Oro    | Aleksandr Fadéyev | Unión Soviética     |        |
| Plata  | Rudi Cerne        | Alemania Occidental |        |
| Bronce | Norbert Schramm   | Alemania Occidental |        |

### Femenino
| Puesto | Nombre           | País                          | Puntos |
| ------ | ---------------- | ----------------------------- | ------ |
| Oro    | Katarina Witt    | República Democrática Alemana |        |
| Plata  | Manuela Ruben    | Alemania Occidental           |        |
| Bronce | Anna Kondrashova | Unión Soviética               |        |

### Parejas
| Puesto | Nombre                          | País                          | Puntos |
| ------ | ------------------------------- | ----------------------------- | ------ |
| Oro    | Yelena Válova / Oleg Vasíliyev  | Unión Soviética               |        |
| Plata  | Sabine Bäss / Tassilo Thierbach | República Democrática Alemana |        |
| Bronce | Birgit Lorenz / Knut Schubert   | República Democrática Alemana |        |

### Danza en hielo
| Puesto | Nombre                               | País            | Puntos |
| ------ | ------------------------------------ | --------------- | ------ |
| Oro    | Jayne Torvill / Christopher Dean     | Reino Unido     |        |
| Plata  | Natalia Bestemianova / Andréi Bukin  | Unión Soviética |        |
| Bronce | Marina Klímova / Serguéi Ponomarenko | Unión Soviética |        |

## Medallero
| Núm. | País                          | Oro | Plata | Bronce | Total |
| ---- | ----------------------------- | --- | ----- | ------ | ----- |
| 1    | Unión Soviética               | 2   | 1     | 2      | 5     |
| 2    | República Democrática Alemana | 1   | 1     | 1      | 3     |
| 3    | Reino Unido                   | 1   | 0     | 0      | 1     |
| 4    | Alemania Occidental           | 0   | 2     | 1      | 3     |
|      | TOTAL                         | 4   | 4     | 4      | 12    |